# Saison 3 de Game of Thrones
Chronologie
Saison 2 Saison 4
Cet article présente la troisième saison de la série télévisée américaine de fantasy épique Game of Thrones diffusée pour la première fois sur HBO du 31 mars au 9 juin 2013, le dimanche à 21 h. Composée de dix épisodes d'une durée d'environ 55 minutes, elle couvre la première moitié du troisième volume, A Storm of Swords, de la saga de fantasy Le Trône de fer (A Song of Ice and Fire) de George R. R. Martin,.

## Synopsis
Après les batailles de la saison précédente, le conflit s'apaise : moins de combats et plus de diplomatie. Alors que la guerre continue entre les forces du Nord sous la bannière de Robb Stark et celles du roi et de la famille Lannister, l'accent est mis sur les alliances entre les différentes factions qui luttent pour le pouvoir. Joffrey prépare son mariage avec Margaery Tyrell, Tywin Lannister organise des mariages prestigieux pour ses deux enfants disponibles et Robb doit offrir la main de son oncle pour espérer regagner le soutien de la maison Frey après avoir manqué à sa parole et rompu ses fiançailles avec l'une de ses filles. Tyrion devient le nouveau Grand Argentier au Conseil Restreint à la place de Petyr Baelish qui va devenir le seigneur du Val en épousant la veuve Lisa Arryn.
Pendant ce temps, l'armée des Stark prend possession d'Harrenhal. Mais Robb connait des soucis : il doit mettre en pause son avancée, car il doit se rendre avec sa mère à Vivesaigues pour les funérailles de son grand-père, et laisse le commandement de son armée à son adjoint Roose Bolton. Plus tard, son armée se retrouve divisée après qu'il a exécuté un de ses bannerets pour désobéissance et doit trouver à nouveau le soutien de Walder Frey. Il faut savoir que Robb a brisé le serment d'épouser une des filles de Walder en épousant Talisa dont il est tombé amoureux et celle-ci est enceinte. 
Stannis désespère à Peyredragon, car si Melisandre lui propose une magie puissante pour conquérir le Trône de fer, son fidèle Davos fait tout pour éviter un cruel sacrifice. Theon subit les pires tortures aux mains d'un personnage étrange qui refuse de lui révéler son nom. Brienne et Jaime Lannister continuent leur route vers Port-Réal dans une région dévastée, leur relation se renforçant au fil des péripéties.
Arya parcourt le Conflans avec de curieux compagnons, notamment Thoros de Myr et Béric Dondarrion, le chef de la Fraternité sans Bannières, honnêtes à leur façon et intéressés par la rançon qu'elle représente. Elle continue ensuite la route avec le Limier qui a déserté et qu'elle rêve de tuer. Celui-ci compte la ramener à sa famille lors de la fête organisée chez Walder Frey aux Jumeaux... Mais ils y arrivent au pire moment : la fête tourne au bain de sang à la suite de la trahison des Frey et des Bolton qui éliminent les Stark et Arya et le Limier prennent la fuite.
Au Nord du Mur, la Garde du Nuit est affaiblie par l'attaque de l'armée des Marcheurs Blancs et retourne au Mur. Mais une mutinerie éclate lors de l'étape au manoir de Kraster et Samwell Tarly parvient à s'échapper avec Vère, une des filles de Kraster, et le fils de celle-ci. Il parviendra à rallier le Mur après avoir tué un Marcheur Blanc. Jon rejoint et infiltre les sauvageons pour franchir le Mur avec eux et cède aux charmes de la rousse Ygritte. Son cœur reste cependant fidèle à son serment envers la Garde de Nuit. Bran et Rickon voyagent vers le Nord, rejoints par deux enfants des marais qui leur transmettent leurs connaissances concernant les rêves et le lien avec leurs loups.
Daenerys poursuit sa route sur le continent d'Essos. Après avoir pillé Qarth et s'être procuré un navire, elle arrive en vue de la cité d'Astapor, où elle a bien l'intention d'obtenir l'armée qui lui permettra de reprendre les Sept Couronnes. Elle attaque la cité en prenant la tête de la révolte contre les esclavagistes et, avec sa nouvelle armée, fera de même à la cité voisine Yuncai où elle ralliera l'armée de mercenaires de Daario Naharis.

## Distribution

### Acteurs principaux
- Peter Dinklage (VF : Constantin Pappas) : Tyrion Lannister
- Nikolaj Coster-Waldau (VF : Damien Boisseau) : Jaime Lannister
- Lena Headey (VF : Laurence Bréheret) : Cersei Lannister
- Emilia Clarke (VF : Marie Tirmont) : Daenerys Targaryen
- Kit Harington (VF : Benjamin Penamaria) : Jon Snow
- Michelle Fairley (VF : Ninou Fratellini) : Lady Catelyn Stark
- Iain Glen (VF : Patrick Béthune) : Jorah Mormont
- Aidan Gillen (VF : Yann Guillemot) : Petyr Baelish, dit « Littlefinger » (4 épisodes)
- Charles Dance (VF : Philippe Catoire) : Tywin Lannister
- Richard Madden (VF : Stéphane Fourreau) : Robb Stark
- Alfie Allen (VF : Damien Ferrette) : Theon Greyjoy
- John Bradley-West (VF : Emmanuel Gradi) : Samwell Tarly
- Sophie Turner (VF : Kelly Marot) : Sansa Stark
- Maisie Williams (VF : Alice Orsat) : Arya Stark
- Isaac Hempstead-Wright (VF : Maeldan Wilmet) : Brandon Stark
- Jack Gleeson (VF : Thomas Sagols) : Joffrey Baratheon
- Rory McCann (VF : Guillaume Orsat) : Sandor Clegane, « le Limier »
- Stephen Dillane (VF : Michel Dodane) : Stannis Baratheon
- Liam Cunningham (VF : Jean-Louis Faure) : Davos Mervault (4 épisodes)
- Carice van Houten (VF : Annie Milon) : Mélisandre d'Asshaï
- Joe Dempsie (VF : Pascal Nowak) : Gendry
- James Cosmo (VF : Yves-Henry Salerne) : Jeor Mormont (4 épisodes)
- Jerome Flynn (VF : Richard Leroussel) : Bronn (4 épisodes)
- Conleth Hill (VF : Alain Flick) : Varys
- Natalie Dormer (VF : Sandra Valentin) : Margaery Tyrell
- Rose Leslie (VF : Karine Foviau) : Ygritte[5]
- Sibel Kekilli (VF : Nadine Girard) : Shae (6 épisodes)
- Oona Chaplin (VF : Sylvie Jacob) : Talisa Maegyr (6 épisodes)

### Acteurs récurrents et invités
De l'autre côté du Mur :
- Kristofer Hivju (VF :  Michel Bedetti puis Boris Rehlinger) : Tormund Fléau-d'Ogres (7 épisodes)
- Mackenzie Crook (VF : François Delaive) : Orell Changepeau (Skinchanger en VO) (6 épisodes)
- Hannah Murray (VF : Astrid Adverbe) : Vère (6 épisodes)
- Mark Stanley (VF : Julien Meunier) : Grenn (4 épisodes)
- Ben Crompton (VF : Mathieu Uhl) : Eddison Tollet (4 épisodes)
- Luke Barnes (VF : Pascal Casanova) : Rast (4 épisodes)
- Ciarán Hinds (VF : Thierry Murzeau) : Mance Rayder (3 épisodes)
- Robert Pugh (VF : Patrick Borg) : Craster (2 épisodes)
- Burn Gorman : Karl (2 épisodes)
- Edward Dogliani : The Lord Of Bones (1 épisode)

Dans le Nord :
- Iwan Rheon (VF : Olivier Augrond) : le tortionnaire inconnu (son vrai nom sera connu en fin de saison : Ramsay Snow) (6 épisodes)
- Thomas Sangster (VF : Gabriel Bismuth-Bienaimé) : Jojen Reed (6 épisodes)
- Ellie Kendrick (VF : Céline Rotard) : Meera Reed (5 épisodes)
- Kristian Nairn : Hodor (5 épisodes)
- Natalia Tena (VF : Céline Ronté) : Osha (4 épisodes)
- Art Parkinson (VF : Antoine Fonck) : Rickon Stark (4 épisodes)
- Peter Vaughan (VF : Frédéric Cerdal) : Maester Aemon (1 épisode)
- Josef Altin (VF : Philippe Bozo) : Pypar (1 épisode)

Dans les îles de Fer :
- Patrick Malahide (VF : Mario Pecqueur) : Balon Greyjoy (1 épisode)
- Gemma Whelan (VF : Chantal Baroin) : Yara Greyjoy (1 épisode)

Dans le Conflans :
- Gwendoline Christie (VF : Vanina Pradier) : Brienne de Torth (7 épisodes)
- Michael McElhatton (VF : Olivier Rodier) : Lord Roose Bolton (7 épisodes)
- Paul Kaye (VF : Mathieu Buscatto) : Thoros of Myr (6 épisodes)
- Philip McGinley (VF : Fabrice Lelyon) : Anguy (6 épisodes)
- Clive Russell (VF : Patrick Raynal) : Brynden Tully (5 épisodes)
- Tobias Menzies (VF : Frédéric Popovic) : Edmure Tully (5 épisodes)
- Noah Taylor (VF : Gérard Sergue) : Locke (5 épisodes)
- Richard Dormer (VF : Bruno Dubernat) : Beric Dondarrion (4 épisodes)
- Anton Lesser (VF : Mario Pecqueur) : Qyburn (4 épisodes)
- John Stahl (VF : Achille Orsoni) : Lord Rickard Karstark (3 épisodes)
- David Bradley (VF : Richard Leblond) : Lord Walder Frey (2 épisodes)
- Tom Brooke : Lothar Frey (2 épisodes)
- Ben Hawkey (VF : Jean-Philippe Pertuit) : Tourte-Chaude (2 épisodes)
- Alexandra Dowling : Roslin Frey (1 épisode)

À Port-Réal :
- Diana Rigg (VF : Cathy Cerdà) : Olenna Tyrell (5 épisodes)
- Finn Jones (VF : Paolo Domingo) : Ser Loras Tyrell (5 épisodes)
- Daniel Portman (VF : Benjamin Gasquet) : Podrick Payne(5 épisodes)
- Esmé Bianco (VF : Marie Diot) : Ros (4 épisodes)
- Julian Glover (VF : Frédéric Cerdal) : Grand Maester Pycelle (3 épisodes)
- Ian Beattie : Ser Meryn Trant (2 épisodes)

Dans la baie des Serfs :
- Ian McElhinney (VF : Frédéric Cerdal) : Ser Barristan Selmy (8 épisodes)
- Nathalie Emmanuel (VF : Audrey Sablé) : Missandei (8 épisodes)
- Jacob Anderson : Grey Worm (4 épisodes)
- Dan Hildebrand : Kraznys mo Nakloz (3 épisodes)
- Ed Skrein (VF : Jérémie Covillault) : Daario Naharis (3 épisodes)
- Ramon Tikaram : Prendahl na Ghezn (1 épisode)

À Peyredragon :
- Kerry Ingram (VF : Lisa Caruso) : Shireen Baratheon (2 épisodes)
- Tara Fitzgerald (VF : Ivana Coppola) : Selyse Baratheon (1 épisode)
- Lucian Msamati : Salladhor Saan (1 épisode)

## Production

### Développement
HBO a commandé la troisième saison le 10 avril 2012, soit juste après la diffusion de seulement 2 épisodes de sa deuxième saison.
Les épisodes de cette saison bénéficient d'une durée supérieure, passant de 52 à 56–57 minutes par épisode.

### Distribution des rôles
Lors du Comic-Con 2012, quatorze nouveaux acteurs ont été confirmés pour la saison : Diana Rigg (Lady Olenna Tyrell), Mackenzie Crook (Orell), Clive Russell (Sir Brynden Tully), Nathalie Emmanuel (Missandei), Kerry Ingram (la princesse Shireen Baratheon), Paul Kaye (Thoros de Myr), Thomas Sangster (Jojen Reed), Ellie Kendrick (Meera Reed), Richard Dormer (Lord Beric Dondarrion), Kristofer Hivju (Tormund Giantsbane), Philip McGinley (Anguy), Tara Fitzgerald (la reine Selyse Baratheon), Tobias Menzies (Edmure Tully) et Anton Lesser (Qyburn) puis six autres acteurs Iwan Rheon (Ramsay Snow, le fils bâtard de Roose Bolton), Ciarán Hinds (Mance Rayder), Dan Hildebrand (Kraznys mo Naklaz), Ramon Tikaram (Prendahl ze Ghezn), Ed Skrein (Daario Naharis, capitaine des mercenaires) et Jacob Anderson (Grey Worm) ont obtenu des rôles dans la saison.
Les musiciens Will Champion de Coldplay et Gary Lightbody de Snow Patrol ont tous deux fait un caméo. Little Bart (en) est l'ours de l'arène de Harrenhal.

### Tournage
Le tournage de cette troisième saison a débuté en juillet 2012 à Belfast, en Irlande du Nord, en Croatie, en Islande et au Maroc.

## Liste des épisodes

### Épisode 1:Valar Dohaeris
- États-Unis : 31 mars 2013 sur HBO[8]
- France :
  - 1er avril 2013 sur OCS Choc (en V. O. S. T. Fr.)[17]
  - 12 octobre 2013 sur OCS Choc (en V. F.)[17],[18]
  - 8 janvier 2015 sur Canal+
- Belgique : 21 mai 2013 sur Be 1[réf. souhaitée]
- Québec : 4 août 2013 sur Super Écran[19]
- Suisse : 3 février 2014 sur RTS Un[réf. souhaitée]

- États-Unis : 4,4 millions de téléspectateurs[20] (première diffusion)

- Anton Lesser (Qyburn)
- Ben Crompton (Eddison Tollett)
- Ciarán Hinds (Mance Rayder)
- Dan Hildebrand (Kraznys mo Nakloz)
- Daniel Portman (Podrick Payne)
- Edward Dogliani (Lord of Bones)
- Esmé Bianco (Ros)
- Finn Jones (Loras Tyrell)
- Ian Beattie (Ser Meryn Trant)
- Ian McElhinney (Lord Commander Barristan Selmy)
- John M. Stahl (Rickard Karstark)
- Kristofer Hivju (Tormund Giantsbane)
- Lucian Msamati (Salladhor Saan)
- Luke McEwan (Rast)
- Mark Stanley (Grenn)
- Nathalie Emmanuel (Missandei)

Malgré les pertes subies face à l'Armée des Morts, Lord Mormont et ce qui reste de la Garde de nuit entament leur périlleuse retraite vers le Mur pour prévenir la menace qui pèse sur Westeros. De son côté, Jon Snow est amené devant Tormund, le second de Mance Rayder puis directement devant ce dernier, et parvient à le convaincre qu'il est de son côté.
L'armée de Robb Stark arrive à Harrenhal et constate que tous les prisonniers restants après le départ de Tywin pour Port-Réal ont été massacrés, renforçant encore la défiance des bannerets envers Catelyn pour avoir libéré Jaime. Toutefois, Talisa trouve un survivant laissé pour mort, Qyburn. Ser Davos lui aussi est retrouvé vivant sur un rocher de la baie de la Nera, et peut retourner à Peyredragon grâce à Salladhor Saan. Davos en veut à Melisandre et s'en prend à elle mais il est maîtrisé par des gardes et enfermé dans le donjon par un Stannis impassible.
Laissé pour compte, Tyrion craint désormais pour sa vie et demande à Bronn une protection plus rapprochée de sa part, en contrepartie d'une augmentation. Le nain demande également une audience à son père auquel il reproche de ne pas lui avoir rendu visite pendant sa convalescence. Il estime de plus mériter une récompense pour sa bravoure durant la bataille et réclame Castral Roc. Non seulement son père refuse, mais encore lui déclare-t-il sa honte de son physique et qu'il regrette qu'il soit son fils.
Petyr Baelish offre à Sansa Stark une porte de sortie tandis que Ros conseille à Shae de se méfier de son patron. Margaery pour sa part fait bonne impression auprès du peuple en allant réconforter les enfants orphelins de soldats tués lors de la bataille de la Néra. Cersei ironise sur le comportement de sa future belle-fille, mais Joffrey prend le parti de sa bien-aimée, mettant à mal les relations entre la reine et les Tyrell.

### Épisode 2:Noires Ailes, Noires Nouvelles
- États-Unis : 7 avril 2013 sur HBO
- France :
  - 8 avril 2013 sur OCS Choc (en V. O. S. T. Fr.)
  - 12 octobre 2013 sur OCS Choc (en V. F.)
  - 8 janvier 2015 sur Canal+
- Québec : 11 août 2013 sur Super Écran
- Suisse : 3 février 2014 sur RTS Un[réf. souhaitée]

- États-Unis : 4,27 millions de téléspectateurs[21] (première diffusion)

- Art Parkinson (Rickon Stark)
- Ben Crompton (Eddison Tollett)
- Ben Hawkey (Hot Pie)
- Ciarán Hinds (Mance Rayder)
- Diana Rigg (Olenna Tyrell)
- Ellie Kendrick (Meera Reed)
- Finn Jones (Loras Tyrell)
- Gwendoline Christie (Brienne of Tarth)
- Iwan Rheon (inconnu, "allié envoyé par Yara Greyjoy infiltré parmi les tortionnaires")
- John M. Stahl (Rickard Karstark)
- Kristian Nairn (Hodor)
- Kristofer Hivju (Tormund Giantsbane)
- Mackenzie Crook (Orell)
- Mark Stanley (Grenn)
- Michael Shelford (Master Torturer)
- Natalia Tena (Osha)
- Noah Taylor (Locke)
- Paul Kaye (Thoros of Myr)
- Philip McGinley (Anguy)
- Thomas Brodie-Sangster (Jojen Reed)

À Harrenhal, Robb et Catelyn Stark apprennent que le père de Catelyn est décédé, Winterfell est brûlé et Bran et Rickon ont disparu. L'armée du nord se divise, Harrenhal reste sous les ordres de Roose Bolton tandis que Robb et sa mère font route vers Vivesaigues pour les funérailles. En chemin, le banneret Rick Karstark avoue à Robb qu'il a perdu sa guerre depuis qu'il a épousé Talisa, tandis que Catelyn confie à cette-ci s'en vouloir de ne pas avoir tenu sa promesse envers les Dieux en ne donnant pas son patronyme à Jon Snow.
Theon Greyjoy se retrouve attaché sur une croix de Saint-André et torturé par des hommes inconnus dans un lieu inconnu. Malgré ses aveux sur les raisons qui l'ont mené à prendre Winterfell, les tortures continuent. Mais il peut compter sur un allié (Iwan Rheon) parmi ses tortionnaires, qui projette de le faire évader sous ordre de sa sœur Yara.
Sansa fait l'objet de toutes les attentions des Tyrell, en particulier d'Olenna, grand-mère de Loras et Margaery, qui cherchent à percer les secrets de Joffrey. D'abord craintive, Sansa finira par avouer la monstruosité du Roi. Margaery parvient pourtant à attendrir Joffrey. Malgré ses conseils, Shae brave l'interdit et rend visite à Tyrion, tout en se montrant quelque peu jalouse en évoquant Ros et Sansa.
Brienne et Jaime Lannister continuent leur marche bon gré mal gré, mais ils sont retrouvés par une équipe de traqueurs de Roose Bolton avec Locke à sa tête.
Au Nord, la Garde de nuit poursuit sa retraite vers le Mur. Samwell se sent lâche et faible parmi les hommes qui ont dû faire face à l'attaque des morts. Le commandant Mormont charge alors le teigneux Rast de veiller sur son camarade. De son côté, Jon Snow apprend que Mance Rayder a uni le peuple sauvageon pour faire face à la menace des Marcheurs Blancs.
Brann, en fuite avec son frère Rickon, Hodor et Osha, voit apparaître dans ses rêves un jeune garçon qui lui parle. Plus tard, ledit garçon nommé Jojen Reed les retrouve et les accompagne avec sa sœur Meera dans la suite du périple. Jojen explique à Brann qu'ils possèdent tous deux la capacité de se mettre dans la peau d'autres espèces (corbeaux, loups). Un peu plus tôt, Jon Snow avait constaté ce pouvoir auprès d'un sauvageon, un change-peau nommé Orell, qui a vu à travers les yeux d'un oiseau, les hommes de Garde de Nuit morts au Poing des premiers hommes.

### Épisode 3:Les Immaculés
- États-Unis : 14 avril 2013 sur HBO
- France :
  - 15 avril 2013 sur OCS Choc (en V. O. S. T. Fr.)
  - 19 octobre 2013 sur OCS Choc (en V. F.)
  - 15 janvier 2015 sur Canal+
- Québec : 18 août 2013 sur Super Écran

- États-Unis : 4,72 millions de téléspectateurs[22] (première diffusion)

- Ben Crompton (Eddison Tollett)
- Ben Hawkey (Hot Pie)
- Ciarán Hinds (Mance Rayder)
- Clive Russell (Brynden "Blackfish" Tully)
- Dan Hildebrand (Kraznys mo Nakloz)
- Daniel Portman (Podrick Payne)
- Dean-Charles Chapman (Martyn Lannister)
- Esmé Bianco (Ros)
- Gwendoline Christie (Brienne of Tarth)
- Hannah Murray (Gilly)
- Ian McElhinney (Lord Commander Barristan Selmy)
- Iwan Rheon (inconnu, "allié de Yara Greyjoy infiltré parmi les tortionnaires")
- Julian Glover (Pycelle)
- Kristofer Hivju (Tormund Giantsbane)
- Mackenzie Crook (Orell)
- Mark Stanley (Grenn)
- Michael Shelford (Master Torturer)
- Nathalie Emmanuel (Missandei)
- Noah Taylor (Locke)
- Paul Kaye (Thoros of Myr)
- Philip McGinley (Anguy)
- Robert Pugh (Craster)
- Tim Gibbons (Willem Lannister)
- Tobias Menzies (Edmure Tully)

Robb et sa mère assistent aux funérailles du père de Catelyn. Après la cérémonie, Robb passe un savon à son oncle maladroit Edmure Tully pour n'avoir gagné qu'une petite bataille (en capturant deux enfants, Martyn et Willem Lannister) au détriment d'une plus grande qui consistait à capturer La Montagne pour affaiblir Tywin. L'oncle de Catelyn, Brynden Tully, dit le « le Silure », se révèle en revanche de fort conseil pour soutenir sa nièce. 
Nommé par son père Tywin Lannister en qualité de Grand Argentier, Tyrion fait face à de nouvelles responsabilités et prend connaissance des livres de compte de Lord Baelish. Ce dernier est chargé par la Main du Roi d'épouser Lady Arryn pour affaiblir davantage les Stark. Tyrion en profite pour récompenser Podrick Payne en lui offrant du bon temps. Mais en consultant les livres de compte, le nouveau Grand Argentier se rend compte que son prédécesseur a beaucoup emprunté à Tywin et à la Banque de Fer de Braavos, sans grand moyens de rembourser.
Theon s'évade de ses mystérieux tortionnaires dans la nuit grâce à son allié discret. Mélisandre quitte Peyredragon pour une mission inconnue. Arya, quant à elle, est « invitée » à accompagner la Fraternité sans bannière, et se sépare d'un de ses amis, Tourte-Chaude, devenu boulanger à l'auberge.
De son côté, Daenerys s'interroge sur les esclaves de la cité d'Astapor et exige 8 000 Immaculés et ceux encore en formation, plus Missandei, l'esclave traductrice, le tout en échange du plus grand de ses dragons ; une décision qui ne plait guère à Jorah et Ser Barristan.
Au Nord, Mance Rayder et Jon Snow arrivent au Poing des premiers hommes et constatent que les hommes de la Garde de nuit tombés au combat ont rejoint les rangs des morts-vivants. Mance ordonne à Tormund d'escalader le mur avec vingt hommes dont le change-peau Orell, ainsi que Jon et Ygritte, avec pour instruction d'attendre le signal pour attaquer Châteaunoir de nuit. Pendant ce temps, ce qui reste de la Garde de Nuit arrive au manoir de Craster, épuisée. Sam assiste à l'accouchement de Vère, qui donne naissance à un fils.

### Épisode 4:Voici que son tour de garde est fini
- États-Unis : 21 avril 2013 sur HBO
- France :
  - 22 avril 2013 sur OCS Choc (en V. O. S. T. Fr.)
  - 19 octobre 2013 sur OCS Choc (en V. F.)
  - 15 janvier 2015 sur Canal+
- Québec : 25 août 2013 sur Super Écran

- États-Unis : 4,87 millions de téléspectateurs[23] (première diffusion)

- Ben Crompton (Eddison Tollett)
- Dan Hildebrand (Kraznys mo Nakloz)
- Diana Rigg (Olenna Tyrell)
- Esmé Bianco (Ros)
- Gwendoline Christie (Brienne of Tarth)
- Hannah Murray (Gilly)
- Ian McElhinney (Lord Commander Barristan Selmy)
- Iwan Rheon (le tortionnaire inconnu)
- Mark Stanley (Grenn)
- Nathalie Emmanuel (Missandei)
- Noah Taylor (Locke)
- Paul Kaye (Thoros of Myr)
- Philip McGinley (Anguy)
- Richard Dormer (Beric Dondarrion)
- Robert Pugh (Craster)
- Thomas Brodie-Sangster (Jojen Reed)
- Burn Gorman (Karl)

Jaime, devenu manchot, perd tout espoir. Brienne, qui sait qu'elle a évité le viol grâce à lui, soutient cependant l'homme dans ses épreuves. Les hommes de la Fraternité sans bannière parviennent à leur refuge avec Arya et Gendry, où ils leur explique qu'ils se battent contre l'injustice et défendent les faibles. Le Limier est amené devant Béric Dondarrion, jadis tué par la Montagne, frère du Limier, mais ressuscité par Thoros. Sandor Clegane est accusé de meurtres, notamment par Arya, et condamné à se battre avec Béric dans une ordalie.
À Port-Réal, Varys raconte sa castration à Tyrion et sa lente ascension au pouvoir. Pendant ce temps, Margaery se fait de plus en plus apprécier par Joffrey, ce que Cersei redoute, voyant qu'elle sait le manipuler. En effet, grâce à elle, le roi est devenu populaire.
Varys, ayant appris par Ros que Littlefinger projette de partir au Val avec Sansa, apporte son soutien à Olenna Tyrell en projetant un mariage entre Loras et Sansa. En effet, cette dernière serait la clé du nord après la future défaite de son frère Robb. Margaery fait part des intentions de sa famille à Sansa, qui les accepte.
Dans sa fuite, Theon parle de ses actes passés avec son sauveur. Mais au lieu de retrouver sa sœur Yara comme promis, le Fer-Né est trahi par celui qui l'avait libéré et se retrouve à nouveau enchaîné et torturé.
Au manoir de Craster, l'épuisement et la faim poussent plusieurs hommes de la Garde de nuit à la mutinerie : Craster est tué par l'un des meneurs, Karl, qui l'avait insulté, et Rast tue le Lord Commandant Jeor Mormont. Une bagarre éclate alors entre les hommes et Sam en profite pour fuir avec Vère et son nouveau-né.

### Épisode 5:Baisée par le feu
- États-Unis : 28 avril 2013 sur HBO
- France :
  - 29 avril 2013 sur OCS Choc (en V. O. S. T. Fr.)
  - 26 octobre 2013 sur OCS Choc (en V. F.)
  - 22 janvier 2015 sur Canal+
- Québec : 1er septembre 2013 sur Super Écran

- États-Unis : 5,35 millions de téléspectateurs[24] (première diffusion)

- Anton Lesser (Qyburn)
- Clive Russell (Brynden "Blackfish" Tully)
- Daniel Portman (Podrick Payne)
- Dean-Charles Chapman (Martyn Lannister)
- Diana Rigg (Olenna Tyrell)
- Finn Jones (Loras Tyrell)
- Gwendoline Christie (Brienne of Tarth)
- Ian McElhinney (Lord Commander Barristan Selmy)
- Jacob Anderson (Grey Worm)
- John M. Stahl (Rickard Karstark)
- Kerry Ingram (Shireen Baratheon)
- Kristofer Hivju (Tormund Giantsbane)
- Mackenzie Crook (Orell)
- Nathalie Emmanuel (Missandei)
- Noah Taylor (Locke)
- Paul Kaye (Thoros of Myr)
- Philip McGinley (Anguy)
- Richard Dormer (Beric Dondarrion)
- Tim Gibbons (Willem Lannister)
- Tobias Menzies (Edmure Tully)

Le Limier remporte son duel face à Berric, mais ce dernier est aussitôt ressuscité par Thoros, le prêtre Rouge. Clegane est donc libéré selon les lois de la Fraternité, en dépit de l'opposition d'Arya. Celle-ci découvre leur foi envers le « Maître de la Lumière », capable de ressusciter les morts, dont Berric, à maintes reprises.
Au-delà du Mur, Jon Snow révèle des détails stratégiques sur la Garde de Nuit en dépit de la méfiance d'Orell et Tormund. Ygrid pousse finalement Jon à coucher avec elle, rompant ainsi son vœu d'abstinence.
Locke ramène Brienne de Torth et Jaime à Roose Bolton à Harrenhal. Ce dernier libère la cavalière et charge Qybyrn (le mestre survivant d'Harrenhal) de soigner le moignon du régicide. Jaime, qui a perdu toute prétention, révèle ensuite à Brienne qu'il a jadis assassiné le roi Aerys II afin de l'empêcher d'incendier Port-Réal par le feu grégeois.
Lord Karstark décide par vengeance de tuer les deux neveux Lannister retenus captifs. L'homme et ses complices passent ensuite en jugement et malgré les conseils de ses proches, Robb procède à l'exécution du Lord tandis que les autres sont pendus. Robb perd aussitôt la moitié de son armée, remettant en question sa stratégie, mais projette finalement d'attaquer Castralroc, fief des Lannister. Il lui faut pour cela l'aide de Walder Frey.
À Peyredragon, Selyse, épouse de Stannis Baratheon, avoue à ce dernier qu'elle approuve sa relation particulière avec Mélisandre. Stannis trouve ensuite sa fille Shireen, dont le visage garde les traces de la léprose. Proche de Ser Davos toujours enfermé, l'enfant décide de le voir en cellule et commence à lui apprendre à lire. 
En Essos, Daenerys rencontre les officiers des Immaculés et en découvre le chef désigné : Ver Gris.

### Épisode 6:L'Ascension
- États-Unis : 5 mai 2013 sur HBO
- France :
  - 6 mai 2013 sur OCS Choc (en V. O. S. T. Fr.)
  - 26 octobre 2013 sur OCS Choc (en V. F.)
  - 22 janvier 2015 sur Canal+
- Québec : 8 septembre 2013 sur Super Écran

- États-Unis : 5,5 millions de téléspectateurs[25] (première diffusion)

- Art Parkinson (Rickon Stark)
- Clive Russell (Brynden "Blackfish" Tully)
- Diana Rigg (Olenna Tyrell)
- Ellie Kendrick (Meera Reed)
- Esmé Bianco (Ros)
- Finn Jones (Loras Tyrell)
- Gwendoline Christie (Brienne of Tarth)
- Hannah Murray (Gilly)
- Iwan Rheon (le tortionnaire inconnu)
- Kristian Nairn (Hodor)
- Kristofer Hivju (Tormund Giantsbane)
- Mackenzie Crook (Orell)
- Natalia Tena (Osha)
- Paul Kaye (Thoros of Myr)
- Philip McGinley (Anguy)
- Richard Dormer (Beric Dondarrion)
- Sara Dylan (Hand Maid)
- Thomas Brodie-Sangster (Jojen Reed)
- Tim Plester (Black Walder Frey)
- Tobias Menzies (Edmure Tully)
- Tom Brooke (Lothar Frey)

Sam et Vère fuient toujours au sud pour rejoindre le Mur, tout comme Bran, son frère et ses amis dans le sens opposé. Lors d'une vision, Jojen voit Jon Snow de l'autre côté du Mur. Lui et les Sauvageons se préparent à escalader la haute muraille de glace, mais Ygritte se rend compte que Jon n'a pas renié son allégeance à la Garde de Nuit. Elle lui demande avant tout de lui être loyal quel que soit leur camp. Durant l'ascension, un bloc de glace se détache et Ygritte et Jon évitent la mort de peu. Parvenus au sommet au matin, Ygritte découvre pour la première fois le monde d'en haut, du nord au sud.
La Fraternité sans bannière croise la route de Mélisandre, venue chercher Gendry. Elle s'étonne auprès de Thoros que Béric ait pu être ramené à la vie autant de fois par le Maître de la Lumière. La Fraternité accepte de vendre Gendry à la prêtresse rouge pour la cause, malgré les protestations du garçon. Avant de partir, Mélisandre prédit aussi à Arya son destin dans lequel elle fermera pour toujours des yeux verts, bruns et bleus, et qu'elles se reverront à l’avenir.
Dans le nord, Theon subit le joug de son tortionnaire qui ne le fait souffrir que par pur sadisme. De son côté, Robb entame les négociations avec les frères Walder et Lothar Frey. Leur père demande des excuses de la part du Roi du nord pour avoir trahi son serment, revendique la cité de Harrenhal et souhaite qu'Edmure Tully épouse une de ses filles dans les trois semaines. Ce dernier accepte à contrecœur afin d'éviter que Robb ne perde la guerre. Roose Bolton pour sa part accepte que Jaime regagne Port-Réal en réparation de la perte de sa main, mais garde captive Brienne pour complicité de trahison.
- La conversation entre Varys et Baelish à propos du chaos est la dernière entre ces deux personnages qui ne se recroiseront plus par la suite, chacun prenant par la suite des chemins différents. Bran Stark utilisera la citation de Baelish "Le chaos est une échelle" lorsque celui-ci lui parlera dans l'épisode 3 de la saison 7.
- La rencontre entre Mélisandre et la Fraternité évoque des faits qui se dérouleront ultérieurement, en particulier durant la Longue Nuit (épisode 3 de la saison 8) : la véritable raison qui ramène Berric à la vie à chaque fois qu'il meurt, et les prédiction de la prêtresse rouge à Arya qui s'avèreront juste seront liés.
- En dehors des yeux bleus (saison 8 épisode 3), les autres yeux qui seront fermés par Arya seront ceux du garde royal Meryn Trant (saison 5 épisode 10) et Walder Frey (saison 6 épisode 10).

### Épisode 7:L'Ours et la Belle
- États-Unis : 12 mai 2013 sur HBO
- France :
  - 13 mai 2013 sur OCS Choc (en V. O. S. T. Fr.)
  - 2 novembre 2013 sur OCS Choc (en V. F.)
  - 29 janvier 2015 sur Canal+
- Québec : 15 septembre 2013 sur Super Écran

- États-Unis : 4,84 millions de téléspectateurs[26] (première diffusion)

- Anton Lesser (Qyburn)
- Art Parkinson (Rickon Stark)
- Clive Russell (Brynden "Blackfish" Tully)
- Ellie Kendrick (Meera Reed)
- Gwendoline Christie (Brienne of Tarth)
- Ian McElhinney (Lord Commander Barristan Selmy)
- Iwan Rheon (Le tortionnaire inconnu)
- Jacob Anderson (Grey Worm)
- Kristian Nairn (Hodor)
- Kristofer Hivju (Tormund Giantsbane)
- Mackenzie Crook (Orell)
- Natalia Tena (Osha)
- Noah Taylor (Locke)
- Paul Kaye (Thoros of Myr)
- Philip McGinley (Anguy)
- Richard Dormer (Beric Dondarrion)
- Thomas Brodie-Sangster (Jojen Reed)
- Tobias Menzies (Edmure Tully)
- Charlotte Hope (Myranda)
- George Georgiou (Razdal mo Eraz)
- Jamie Michie (Steelshanks)
- Nathalie Emmanuel (Missandei)

Jon Snow continue sa marche avec les Sauvageons mais Orell est jaloux de sa relation avec Ygritte et lui fait savoir. Pour sa part, Jon confie à sa belle que leur attaque pour prendre Châteaunoir sera vaine. Bran et Jojen souhaitent trouver la Corneille à trois yeux au delà du Mur. Las de ces visions, Osha s'emporte et révèle qu'elle a autrefois tué l'homme qu'elle aimait car il était devenu un mort-vivant.
L'armée de Robb et des Tully prend du retard sur la route des Jumeaux en raison de la pluie. Talisa apprend aussi à son époux qu'elle est enceinte de lui. Sansa et Tyrion accusent le coup de leur futur mariage arrangé, et se confient respectivement à Margaery et Bronn. Le roi Joffrey a vent du sac d'Astapor et fait part à son grand-père Tywin de sa crainte de l'arrivée des dragons.
Daenerys arrive en vue de Yunkai. À l'instar d'Astapor, elle projette de mettre fin à l'esclavage dans la ville. Elle rencontre le chef esclavagiste Razdal mo Eraz pour que la cité se soumette à sa volonté. Malgré la bienveillance des Yunkai, Daenerys ne transige pas, mais le peuple a sa fierté et possède de puissants alliés, sur lesquels Jorah et Barristan vont se renseigner.
Pendant ce temps, Theon, toujours torturé, subit la castration de la part de son mystérieux tortionnaire, avec la complicité de deux filles, Myranda et Violet. Voguant pour Peyredragon, Mélisandre révèle à Gendry la véritable identité de son père. De son côté, Arya se sent trahie par la Fraternité et s'enfuit, mais le Limier la capture peu après et l'emmène avec lui.

### Épisode 8:Les Puinés
- États-Unis : 19 mai 2013 sur HBO
- France :
  - 20 mai 2013 sur OCS Choc (en V. O. S. T. Fr.)
  - 2 novembre 2013 sur OCS Choc (en V. F.)
  - 29 janvier 2015 sur Canal+
- Québec : 22 septembre 2013 sur Super Écran

- États-Unis : 5,13 millions de téléspectateurs[27] (première diffusion)

- Daniel Portman (Podrick Payne)
- Diana Rigg (Olenna Tyrell)
- Ed Skrein (Daario Naharis)
- Finn Jones (Loras Tyrell)
- Hannah Murray (Gilly)
- Ian Beattie (Ser Meryn Trant)
- Ian McElhinney (Lord Commander Barristan Selmy)
- Jacob Anderson (Grey Worm)
- Julian Glover (Pycelle)
- Mark Killeen (Mero)
- Paul Bentley (The High Septon)
- Ramon Tikaram (Prendahl na Ghezn)
- Nathalie Emmanuel (Missandei)

Malgré leurs rapports tendus, Sandor Clegane montre à Arya qu'il est moins mauvais qu'elle ne croit. Pour preuve, il chevauche pour la ramener auprès de sa famille aux Jumeaux contre argent pour le mariage de son oncle.
Daenerys découvre des mercenaires nommés « Les Puinés », alliés des Yunkai. Elle rencontre leurs trois capitaines, Prendahl na Ghezn, Daario Naharis et l'irrespectueux Mero, pour tenter un ralliement à sa cause. Mais après concertation, ces derniers décident de la tuer. Plus tard pourtant, Daario fait allégeance, au nom des Puinés, à la Mère des Dragons après avoir décapité ses deux collègues.
Mélisandre revient à Peyredragon avec Gendry qui s'interroge, tout comme Stannis. La prêtresse rouge souhaite en réalité offrir le garçon en sacrifice. Stannis met au courant Davos (qui comble son illettrisme) et le libère à condition de ne pas interférer. Après l'avoir mis à l'aise, la sorcière prélève un peu de sang sur le bâtard à l'aide de sangsues, que Stannis jette au feu en souhaitant la mort de ses ennemis.
Sansa et Tyrion finissent par se marier et Joffrey ne manque pas de les humilier publiquement tous les deux. Cersei refuse de faire amie-amie avec Margaery, qu'elle voit comme une menace, ainsi que tout rapprochement avec Loras, son futur époux. Lors du banquet, Tyrion s'enivre et finit par menacer son neveu après une unième provocation de ce dernier, et seule l'intervention de Tywin permet de calmer les esprits. Fidèle à ses valeurs, Tyrion refusera de consommer son mariage avec Sansa, pour le plus grand bonheur de Shae.

### Épisode 9:Les Pluies de Castamere
- États-Unis : 2 juin 2013 sur HBO
- France :
  - 3 juin 2013 sur OCS Choc (en V. O. S. T. Fr.)
  - 9 novembre 2013 sur OCS Choc (en V. F.)
  - 5 février 2015 sur Canal+
- Québec : 29 septembre 2013 sur Super Écran

- États-Unis : 5,22 millions de téléspectateurs[28] (première diffusion)

- Art Parkinson (Rickon Stark)
- Clive Russell (Brynden Tully dit "le Silure")
- David Bradley (Walder Frey)
- Ed Skrein (Daario Naharis)
- Ellie Kendrick (Meera Reed)
- Ian McElhinney (Lord Commander Barristan Selmy)
- Jacob Anderson (Grey Worm)
- Kristian Nairn (Hodor)
- Kristofer Hivju (Tormund Giantsbane)
- Mackenzie Crook (Orell)
- Natalia Tena (Osha)
- Thomas Brodie-Sangster (Jojen Reed)
- Tim Plester (Black Walder Frey)
- Tobias Menzies (Edmure Tully)
- Tom Brooke (Lothar Frey)
- Alexandra Dowling (Roslin Frey)
- Will Champion (Drummer)
- Nathalie Emmanuel (Missandei)

Catelyn soutient son fils sur sa décision de prendre Castral Rock avec l'aide des Frey malgré les risques. Les Stark arrivent bientôt aux Jumeaux et Robb s'excuse auprès de Walder Frey pour sa promesse non tenue. Bien qu'aigri, le vieil homme procède aux festivités.
Daario établit son plan pour prendre Yunkai par surprise. Daenerys accepte malgré le scepticisme de Jorah, et les deux hommes et Ver Gris s'introduisent dans la cité le soir même. Tous trois reviennent plus tard marqués par les combats, blason ennemi en main, la plupart des soldats esclaves ayant déposé les armes sans combattre.
Sam et Vère parviennent au Mur qu'ils pourront franchir grâce à un passage secret menant au fort abandonné de Fort Nox, que Sam a découvert dans un livre. Arya et le Limier volent une carriole de porc salé et arrivent bientôt aux abords des Jumeaux, malgré l'animosité grandissante de la jeune Stark envers Clegane. 
Les sauvageons commencent leur invasion, mais Jon remet en cause les méthodes cruelles de ses compagnons d'armes. Non loin sont réfugiés Bran et les siens dans un vieux moulin. Ils assistent à la scène et Bran apaise Hodor pris de panique par un orage, en prenant involontairement le contrôle de son corps. Jojen lui demande alors de faire de même avec Été pour se débarrasser de la menace des sauvageons. Il y parvient et le loup les attaque, aidé par Broussaille, ce qui permet à Jon en mauvaise posture de se défaire d'Orell, puis de fuir à cheval sous les yeux de Tormund et surtout Ygrid qu'il a trahi. Au soir, Bran, qui a reconnu Jon à travers les yeux de son loup, craint la menace d'une invasion de Châteaunoir par les Sauvageons. Il demande alors à Osha et Rickon d'aller se réfugier chez les Ombles à Âtre-les-Confins, bannerets des Stark. Bran lui poursuivra sa route  au nord du Mur avec les autres pour trouver la Corneille à trois yeux.
- Le titre original correspond à la chanson écrite après une victoire de Lord Tywin contre les Reynes de Castamere[29].
- Cet épisode, et plus particulièrement la scène finale des « Noces Pourpres », a suscité de vives réactions par sa violence parmi les fans de la série qui ont exprimé leur émotion sur les réseaux sociaux[30].
- Cet épisode a été interdit aux moins de 16 ans lors de sa diffusion, à cause de l’extrême violence de la scène finale.
- Cette scène, combinée à la mort de plusieurs protagonistes importants et à la cruauté de la trahison expliquent le générique de fin silencieux.

### Épisode 10:Mhysa
- États-Unis : 9 juin 2013 sur HBO
- France :
  - 10 juin 2013 sur OCS Choc (en V. O. S. T. Fr.)
  - 9 novembre 2013 sur OCS Choc (en V. F.)
  - 5 février 2015 sur Canal+
- Québec : 6 octobre 2013 sur Super Écran

- États-Unis : 5,39 millions de téléspectateurs[31] (première diffusion)

- Anton Lesser (Qyburn)
- Daniel Portman (Podrick Payne)
- David Bradley (Walder Frey)
- Ed Skrein (Daario Naharis)
- Ellie Kendrick (Meera Reed)
- Gemma Whelan (Yara Greyjoy)
- Gwendoline Christie (Brienne of Tarth)
- Hannah Murray (Gilly)
- Ian McElhinney (Lord Commander Barristan Selmy)
- Iwan Rheon (Ramsay Snow)
- Jacob Anderson (Grey Worm)
- Julian Glover (Pycelle)
- Kerry Ingram (Shireen Baratheon)
- Kristian Nairn (Hodor)
- Patrick Malahide (Balon Greyjoy)
- Peter Vaughan (Maester Aemon)
- Thomas Brodie-Sangster (Jojen Reed)
- Nathalie Emmanuel (Missandei)

Les Noces Pourpres s'achèvent aux Jumeaux. Robb Stark est décapité, cousu avec la tête de son loup et exhibé sur un cheval, sous le regard impuissant de Sandor Clegane et Arya qui quittent les lieux. Walder Frey et Roose Bolton, respectivement nouveaux gouverneurs du Conflans et du Nord, se félicitent. Edmure Tully est prisonnier des Frey mais Brynden est parvenu à s'échapper.
Le mystérieux tortionnaire de Theon n'est autre que le fils bâtard de Roose, Ramsay Snow. Il veut faire du captif son esclave à Fort-Terreur et le rebaptise « Shlingue ». Un message de Ramsay intime à Balon Greyjoy de retirer ses troupes du nord sans quoi il mutilera son fils après l'avoir castré. Balon refuse et renie Theon, mais Yara tient tête à son père et embarque avec des tueurs des Îles-de-Fer pour libérer son petit frère.
La mort des Stark provoque l'euphorie du Roi Joffrey, cependant très vite tempérée par Tyrion et Tywin sur lesquels il n'a aucune autorité. Une fois seuls, fils et père discutent du coup bas infligé aux Stark orchestré par ce dernier, mais le nain prévient que le Nord n'oubliera jamais. Tywin presse Tyrion de faire un fils à Sansa pour qu'il devienne à son tour roi du Nord, et déclare que le sang de la famille doit primer sur le souhait de ses membres. À Tyrion qui demande quand son père n'a jamais agi que dans ses intérêts, le père répond qu'il voulait tuer Tyrion dès sa naissance, mais décida finalement de le laisser vivre car "c'est un Lannister". 
Lord Varys souhaite protéger Tyrion et Shae en éloignant cette dernière de Port-Réal contre des diamants. Mais la jeune femme, fière et forte, décline l'offre. Cersei pense comme Tyrion que la guerre et les manigances dureront encore longtemps. Jaime, Brienne et Qybyrn arrivent enfin à Port-Réal, et Cersei constate avec effroi la mutilation qu'a subie son frère jumeau.
Le groupe de Bran croise par hasard celui de Sam et Vère dans l'ancien fort abandonné de Fort Nox. En voyant son loup géant, Sam comprend la filiation de Bran avec Jon. Sam souhaite emmener tout le monde à Châteaunoir mais Bran et Jojen le convainquent de leur montrer le passage pour franchir le Mur. Avant que chacun ne reprenne sa route, Sam leur remet le verredragon, seule arme capable de tuer les Marcheurs blancs.
Tandis qu'Arya tue un des tortionnaires du corps de son frère, Ygritte retrouve Jon mais hésite encore à lui décocher une flèche mortelle. Sam et Vère rejoignent Châteaunoir et dévoilent la menace imminente des Marcheurs Blancs à Mestre Aemon. Le vieil aveugle décide aussitôt l'envoi de messages dans tout Westeros. Bien que blessé de trois flèches, Jon parvient à Châteaunoir et retrouve Pypar et Sam.
À Peyredragon, Stannis et Mélisandre s'attribuent la mort de Robb par sorcellerie. Ser Davos demande qu'on épargne Gendry, en vain. Il fait alors discrètement évader le garçon mais se fait condamner à mort pour traîtrise. Mais l'homme dévoile le message de Mestre Aemon et le danger qui plane au-delà du Mur. Mélisandre s'en remet à ses visions qui confirment la menace à venir et la demande de Davos d'épauler Stannis dans ce nouveau combat.
- L'explication du titre original est donnée dans l'épisode.
- On apprend au cours de cet épisode que c'est le bâtard de Roose Bolton, Ramsay, véritable tortionnaire de Theon Greyjoy, qui a incendié Winterfell au cours de l'épisode 10 de la saison 2 et tué les Fer-nés qui se rendaient. C'est la raison pour laquelle Mestre Luwin, au moment de mourir, avait dit à Bran et Rickon Stark de prendre la fuite.